# Discografia di Roberto Murolo

## Album in studio
- 1955: Roberto Murolo e la sua chitarra (1ª selezione di successi) (Durium,  ms Al 501)
- 1955: Roberto Murolo e la sua chitarra (2ª selezione di successi) (Durium,  ms Al 502)
- 1955: Melodie napoletane per canto e pianoforte (Durium,  ms Al 507; con Luciano Sangiorgi)
- 1955: Roberto Murolo e la sua chitarra (3ª selezione di successi) (Durium,  ms Al 516)
- 1955: Roberto Murolo e la sua chitarra (4° selezione di successi) (Durium,  ms Al 517)
- 17 febbraio 1956: Roberto Murolo e la sua chitarra (5° selezione di successi) (Durium,  ms Al 545)
- 1957: Vecchia Napoli - Raccolta di canzoni popolari napoletane anteriori al 1900 (Durium, ms Al 576)
- 1957: Vecchia Napoli - Raccolta di canzoni popolari napoletane anteriori al 1900 - Vol. I (Durium, ms Al)
- 1957: Vecchia Napoli - Raccolta di canzoni popolari napoletane anteriori al 1900 - Vol. II (Durium, ms Al)
- 1957: Vecchia Napoli - Raccolta di canzoni popolari napoletane anteriori al 1900 - Vol. II (Durium, ms Al)
- 1958: Vecchia Napoli - Raccolta di canzoni popolari napoletane anteriori al 1900 - Vol. IV (Durium, ms Al)
- 1959: Vecchia Napoli - Raccolta di canzoni popolari napoletane anteriori al 1900 - Vol. V (Durium, ms Al 605)
- 1959: Omaggio a Salvatore Di Giacomo (Durium)
- 1959: Vecchia Napoli - Raccolta di canzoni popolari napoletane anteriori al 1900 - Vol. VI (Durium, ms Al)
- 1959: Roberto Murolo e la sua chitarra (Durium, ms AI 77009)
- 1959: Omaggio a Ernesto Murolo (Durium)
- 1961: Roberto Murolo e la sua chitarra (Durium, ms AI 77051)
- 1962: Omaggio a Libero Bovio (Durium)
- 1963: Omaggio a E.A. Mario (Durium)
- 1963: Napoletana. Antologia cronologica della canzone partenopea - Primo volume (dal 1200 al 1700) (Durium, ms AI 77069)
- 1963: Napoletana. Antologia cronologica della canzone partenopea - Secondo volume (dal 1700 al 1820) (Durium, ms AI 77070)
- 1963: Napoletana. Antologia cronologica della canzone partenopea - Terzo volume (dal 1820 al 1880) (Durium, ms AI 77071)
- 1964: Napoletana. Antologia cronologica della canzone partenopea - Quarto volume (dal 1880 al 1897) (Durium, ms AI 77072)
- 10 marzo 1964: Napoletana. Antologia cronologica della canzone partenopea - Quinto volume (dal 1897 al 1909) (Durium, ms AI 77073)
- 1964: Napoletana. Antologia cronologica della canzone partenopea - Sesto volume (dal 1909 al 1915) (Durium, ms AI 77074)
- 1964: Napoletana. Antologia cronologica della canzone partenopea - Settimo volume (dal 1916 al 1925) (Durium, ms AI 77075)
- 1964: Napoletana. Antologia cronologica della canzone partenopea - Ottavo volume (dal 1925 al 1938) (Durium, ms AI 77076)
- 1965: Roberto Murolo e la sua chitarra (Durium, ms AI 77094)
- 6 maggio 1965: Napoletana. Antologia cronologica della canzone partenopea - Nono volume (dal 1940 al 1950) (Durium, ms AI 77101)
- 1965: Napoletana. Antologia cronologica della canzone partenopea - Decimo volume (dal 1950 al 1954) (Durium, ms AI 77102)
- 1965: Napoletana. Antologia cronologica della canzone partenopea - Undicesimo volume (dal 1954 al 1956) (Durium, ms AI 77103)
- 24 maggio 1965: Napoletana. Antologia cronologica della canzone partenopea - Dodicesimo volume (dal 1956 al 1962) (Durium, ms AI 77104)
- 1967: Come rideva Napoli (Durium)
- 1968: Natale napoletano (Durium)
- 1969: I grandi della canzone napoletana: Salvatore Di Giacomo (Durium)
- 1969: I grandi della canzone napoletana: Ernesto Murolo (Durium)
- 1969: I grandi della canzone napoletana: Libero Bovio (Durium)
- 1969: I grandi della canzone napoletana: E. A. Mario (Durium)
- 1971: L'umorismo della canzone napoletana (Durium)
- 1972: Recital di canzoni napoletane (Start)
- 1973: Roberto Murolo recital n° 2 (Durium)
- 1974: Raffaele Viviani presentato da Roberto Murolo (Durium, ms AI 77345)
- 1974: Un recital di Roberto Murolo (Durium)
- 1975: Furio Rendine presentato da Roberto Murolo (Durium)
- 1977: Roberto Murolo cantautore (Start, LP.S 40.003)
- 1978: 'A casciaforte 'e Napule (Start, LP.S 40.050)
- 1980: 'Nu raggio...'e luna (Start, LP.S 40.081)
- 1980: Suspiranno mon amour (Start)
- 1982: Napule chiagne, Napule ride (Start, LP.S 40.152)

- 1990: Na voce, 'na chitarra
- 1992: Ottantavoglia di cantare
- 1993: L'Italia è bbella
- 1994: Tu si' 'na cosa grande
- 1995: Roberto Murolo and friends
- 1995: Anema e core
- 1996: Antologia napoletana
- 2002: Ho sognato di cantare

## Singoli
Dischi da 10"
- 1947: A CASCIAFORTE / SUSPIRANNO (Telefunken, A 9148)
- 1951: 'O CUNTO 'E MARIAROSA / NU BARCONE  (Telefunken, A 9181)
- 1947: Desesperadamente / Tu nombre (Telefunken, A 9247)
- 1948: 'O vascio / Mandulinata a Napule (Telefunken, A 9243)
- 1948: Vierno / Penicillina (Telefunken, A 9244)

- 19??: Scarricciatello / Sci ... Sci ... (Durium, D.C. 16565)

- 1947: 'O Cunto 'E Mariarosa / Nu Barcone (Durium, AI 9181)
- 1947: Suspiranno / 'A Casciaforte (Durium, AI 9184)
- 1948: Io Te Vorria Vasà / Voglio Sunna' Pusilleco (Durium, AI 9241)
- 19??: CANZONE APPASSIONATA & SCETATE (Durium, AI 9279)
- 19??: Scalinatella / Guapparia (Durium, AI 9374)
- 1953: SCALINATELLA/SILENZIO CANTATORE (Durium, AI 9393)
- 19??: Lacreme Napulitane / serenatella a 'na cumpagna 'e scola (Durium, AI 9461)
- 1951: 'O ZAMPUGNARO 'NNAMMORATO / ME SO 'MBRIACATO 'E SOLE (Durium, AI 9463)
- 1951: Cuscritto 'Nnamurato / Sola (Durium, AI 9522)
- 1955: Fazzulettiello 'E Seta / Munasterio (Durium, AI 9545)
- 1953: ANEMA E CORE - CHI SA' (Durium, AI 9702)
- 1953: BELLU SCIORE / 'NCANTESIMO (Durium, AI 9704)
- 19??: Tutt'e Sere / Scurdamme Sta Buscia  (Durium, AI 9793)
- 1952: 'O ciucciariello / Trascurate (Durium, AI 9804)
- 1951: Nu quarto 'e luna / Casa Sulitaria (Durium, AI 9833)
- 19??: Luna Rossa / Uocchie Nire (Durium, AI 9847)
- 1950: Anema E Core / Tu Duorme, Ammore (Durium, AI 9902)
- 1950: Anema E Core / Chi Sà ? (Durium, AI 9916)
- 19??: Aggio perduto 'o suonno / Ll'ultimi rrose (Durium, Al 9964)
- 1944: CHIOVE/NUN ME SCETA' (Durium, AI 10000)
- 1952: SNustalgia / Desiderio 'E Sole (Durium, Al 10059)
- 1952: Sciummo / 'E Cummarelle (Durium, Al 10061)
- 19??: 'A LITORANEA / TUPPE TTù (Durium, Al 10064)
- 19??: Suspiranno / A Casciaforte  (Durium, AI 10089)
- 1953: Te Stò Aspettando / Vico Napulitano (Durium, AI 10215)
- 1953: Te Stò Aspettando / Sciummo (Durium, AI 10250)
- 19??: NA' VOCE NA CHITARRA 'E 'O POCO E LUNA / MARUZZELLA (Durium, AI 10615)

Dischi da 7"
- 6 maggio 1958: Lacreme napulitane/'A casciaforte (Durium, Ld A 6258)
- 1958: 'O ciucciariello/Anema e core (Durium, Ld Al 6004)
- 1958: 'O mare 'e Margellina/Marechiare (Durium, Ld A 6331)
- 1958: Maria Marì/Era de maggio (Durium, Ld A 6370)
- 1958: Napule Ca Se Ne Va/Serenata Napulitana (Durium, Ld Al 6373)
- 1958: Dicitencello vuje/Vierno (Durium, Ld A 6412)
- 1958: Dduje paravise/Primma, siconda e terza (Durium, Ld A 6413)
- 1958: La cammesella/Te voglio bene assaje (Durium, Ld A 6455)
- 1959: Mamma...Ciccio Mi Tocca/Miss, Mia Cara Miss/Resta Cu´Mmme/Don Nicola ´O Cosacco (Durium, Spagna, ECGE 75116)
- 1964: 'A nuvena/Dduje paravise (Durium, Ld Al 7398)

## EP
- 1955: Serenatella a 'na cumpagna 'e scola/Passione/Sciummo/'A casciaforte (Durium, ep A 3001)
- 1957: Lu guarracino/Marianni/Lu cardillo (Durium, ep A 3046)